# 노 웨이 백 (1953년 영화)
《노 웨이 백》(No Way Back, Weg Ohne Umkehr)은 독일에서 제작된 Victor Vicas 감독의 1953년 영화이다. 이반 데스니 등이 주연으로 출연하였고 Stuart Schulberg 등이 제작에 참여하였다.

## 출연

### 주연
- 이반 데스니

### 조연
- 칼 존
- 릴라 케드로바
- Leonid Pylajew

## 기타
- 원작자: Gregory Klimov
- 미술: Ernst Schomer
- 의상: Hannelore Wippermann

## 참고 문헌
- Bock, Hans-Michael & Bergfelder, Tim. The Concise Cinegraph: Encyclopaedia of German Cinema. Berghahn Books, 2009.